# Kanton Issigeac
Kanton Issigeac (francouzsky Canton d'Issigeac) je francouzský kanton v departementu Dordogne v regionu Akvitánie. Tvoří ho 18 obcí.

## Obce kantonu
- Bardou
- Boisse
- Bouniagues
- Colombier
- Conne-de-Labarde
- Faurilles
- Faux
- Issigeac
- Monmadalès
- Monmarvès
- Monsaguel
- Montaut
- Plaisance
- Saint-Aubin-de-Lanquais
- Saint-Cernin-de-Labarde
- Saint-Léon-d'Issigeac
- Saint-Perdoux
- Sainte-Radegonde

## Zrušení kantonu Issigeac
Na základě výnosu č. 2014-218 ze dne 21. února 2014 byl kanton Issigeac zrušen 22. března 2015 a jeho 18 obcí se stalo součástí nového kantonu Jižní Bergerac.